# شاتو دو شوورنی

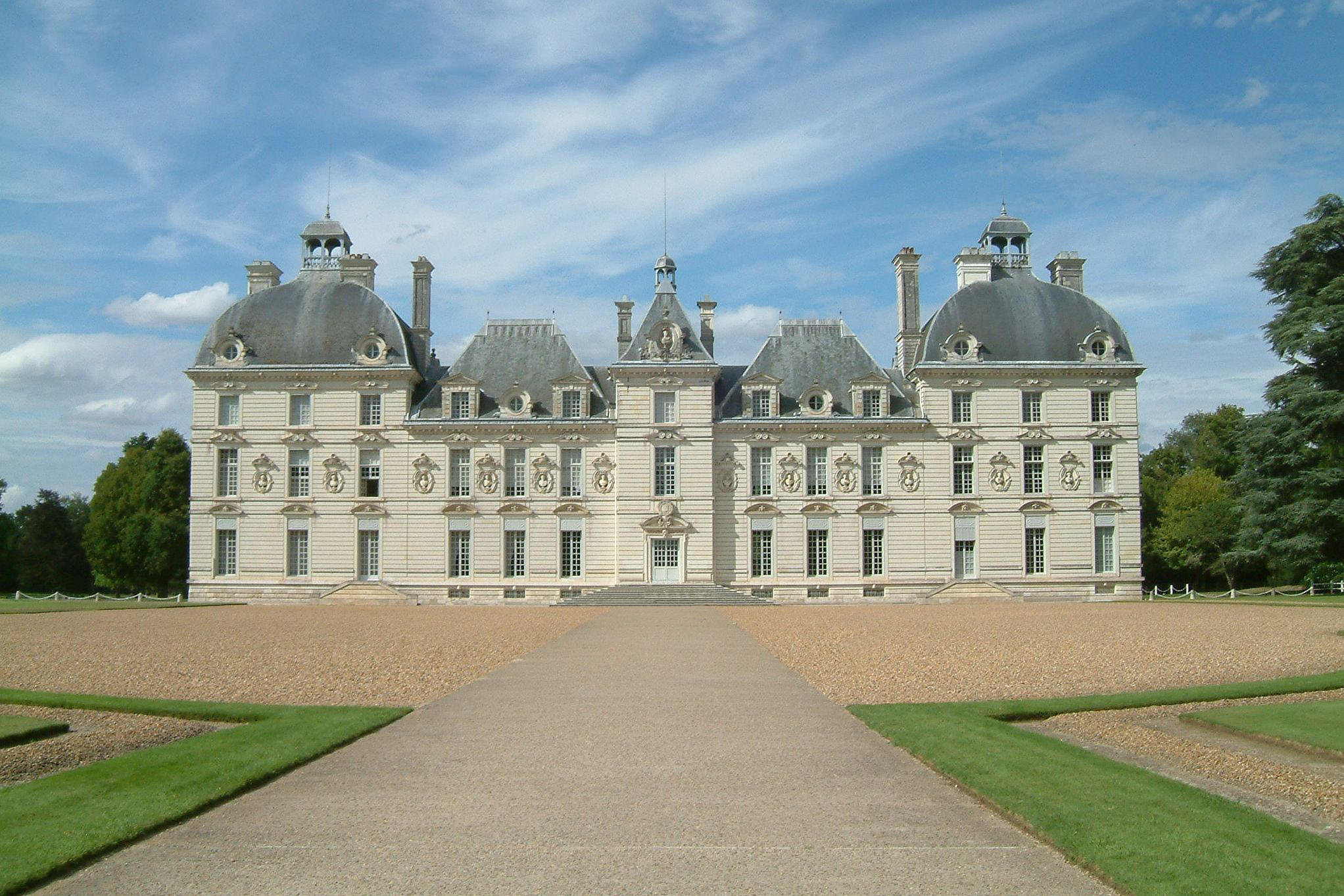
شاتو دو شوورنی

شاتو دو شووِرنی (انگلیسی: Château de Cheverny) یک شاتو در شهرستان لوآر-ا-شر فرانسه و یکی از شاتوهای دره لوآر است.
«آنری لو مارشو» در سال ۱۳۱۵ میلادی مالک این عمارت و املاک اطرافش بود که در پایان قرن ۱۴، آن را با تمامی «خانه‌ها، ماشین‌های عصاره‌گیری و تاکستان‌های اطراف» به «ژان اورو» فروخت. نوهٔ او «ژاک اورو» (لُرد شووِرنی) که در دوران فرمانروایی لوئی یازدهم، شارل هشتم و لوئی دوازدهم خدمت کرده بود، این کاخ را به ارث برد. تصویری که در یکی از طراحی‌های اتین مارتلانژ در سال ۱۶۲۴ از این کاخ دیده می‌شود، در اوایل قرن ۱۶ میلادی توسط «ژاک اورو» یا پسرش «رائول اورو» بازسازی شده بود. رائول در سال ۱۵۱۰ از پادشاه اجازه خواست تا به استحکام  عمارت جدید بپردازد. این زمین‌ها و عمارت‌های آن در نهایت به «آنری اورو»، کنت دو شووِرنی، سپهبد و خزانه‌دار ارتش لوئی سیزدهم رسید که یکی از نوادگانش به نام «مارکی دو ویبره»، مالک بعدی آن شد.
اندکی بعد به سبب تقلب در وظایف دولتی، این کاخ مصادره شد و به مالکیت پادشاه درآمد. هانری دوم هم آن را به معشوقه‌اش دیان دو پواتیه بخشید. اما دیان شاتو دو شنونسو را بیشتر دوست داشت و این کاخ و املاکش را به پسر مالک قبلی آن «فیلیپ اورو» فروخت که آن را مابین سال‌های ۱۶۲۴ تا ۱۶۳۰ بازسازی نمود. طراحی این کاخ در آن هنگام شباهت‌هایی به کاخ لوکزامبورگ داشت. این کاخ مجدداً در سال ۱۷۶۸ تحت یک بازسازی داخلی اساسی فرار گرفت.
خانواده اورو که در دوران انقلاب فرانسه می‌باید از بخش بزرگی از ثروتش چشم‌پوشی می‌نموند، آن را در سال ۱۸۰۲، در دوران کنسول‌های فرانسه و تقریباً دو سال پیش از اعلام نخستین امپراتوری فرانسه فروختند، اما دوباره کاخ را در سال ۱۸۲۴، در جریان بازگشت بوربون‌ها به سلطنت فرانسه تحت پادشاهی شارل دهم خریدند. در دوران فرمانروایی چارلز دهم، اشراف بار دیگر در موقعیت سیاسی و اقتصادی بسیار مستحکمی قرار گرفتند.
در سال ۱۹۱۴ مالک این کاخ درهای آن را به روی عموم گشود. خاندان دو ویبره امروزه همچنان مالکیت این کاخ را در اختیار دارند و این مکان یکی از نقاط توریستی مهم این منطقه است. الیزابت، ملکه مادر در سال ۱۹۶۳ از این کاه بازدید نمود.
در داخل کاخ، ۵ پرده‌های نگارین بلژیکی و نقاشی‌هایی از موریس کانتن دو لا تور، ژان کلوئه، یاسانت ریگو و سیمون ووئه وجود دارد.

## تن‌تن

کاخ مولینسار در ماجراهای تن‌تن و میلو شاتو دو شوورنی الهام گرفته‌ شده است.

خالق مجموعه داستان‌های ماجراهای تن‌تن و میلو، هرژه، طرح کاخ مولینسار را از شاتو دو شوورنی الهام گرفته‌است.